# Husskade
Husskaden (Pica pica) er en 46 centimeter lang kragefugl i ordenen af spurvefugle med karakteristisk sort og hvid fjerdragt, hvor halen udgør omkring halvdelen af længden. Den er udbredt i store dele af Europa og Asien og er en meget almindelig ynglefugl i Danmark. Den er altædende, men er især kendt for at tage æg og unger fra andre fugles reder.

## Navn og etymologi
Ordet skade betød tidligere trætop eller spids og er givet fuglen grundet dens lange hale. Der er ingen forbindelse mellem fuglens navn og det at begå skade på nogen.
Husskaden kaldes også for Nordens paradisfugl på grund af dens sort-hvide fjerdragt med blåsort metalglans og karakteristiske, lange hale. Nye molekylærbiologiske undersøgelser har endda vist et slægtskab med paradisfuglene.

## Kendetegn
Husskaden er omkring 46 centimeter lang, hvoraf halen måler ca. 25 centimeter. Fjerdragten er sort og hvid med blågrønne metalchangeringer. Hoved og ryg er sort, mens bug og dele af vinger er hvide. Stemmen er et karakteristisk skrattende sjak-sjak-sjak, der er blevet sammenlignet med lyden af en skralde.

## Udbredelse
Husskaden er udbredt som ynglefugl i stort set alle dele af Danmark. Generelt er den dog mere fåtallig i de sydlige dele af landet og mindst hyppig på Lolland-Falster. Flest husskader finder man i Københavnsområdet, men også Midt- og Nordjylland, Nordsjælland, Vestsjælland og Bornholm har tætte ynglebestande. Generelt er bestanden i langsom, men vedvarende vækst og man vurderer således, at bestanden er mere end fordoblet siden midten af 1970'erne til en samlet bestand, ca. 30 år efter, på ca. 180.000 par i 2011. Årsagen til stigningen skal sammen med urbaniseringen i Danmark nok findes i det reducerede jagttryk siden midten af 1960'erne, hvor der årligt blev skudt omkring 200.000 husskader, hvorimod der i midten af 1990'erne kun blev skudt ca. 30.000-50.000 stk.
I øvrigt er husskaden udbredt i store dele af resten af Europa (dog ikke Island) og Asien samt det nordvestlige Afrika. Arten er nært beslægtet med de to nordamerikanske arter hudsonskade (Pica hudsonia) og californisk husskade (Pica nuttalli), der begge ligner den meget af udseende.

## Levevis
Husskaden er en standfugl – dvs. at den forbliver i samme område både sommer og vinter. Udenfor ynglesæsonen ses det ofte, at husskaden samles i små grupper til fælles overnatning. Ikke-ynglende ungfugle lever desuden ofte en floktilværelse, indtil en ledig plads i et territorium opstår. Ved en sådan lejlighed ses ofte såkaldte skadebryllupper, hvor op til 20-30 individer samles og konkurrerer om den ledige plads. Det er en udbredt myte at skader er særligt tiltrukket af sølv og andre blanke genstande.

### Ynglebiologi
Husskaden er monogam (danner par). Den bygger store, kuglerunde reder i træer, ofte i områder med menneskelig tilstedeværelse som f.eks. villahaver, parker, levende hegn og remiser. Rederne har et tag og indgangshul i siderne. Den har et enkelt kuld på 5-9 æg som den lægger i perioden fra begyndelsen af april til ind i maj, nogle år dog tidligere. Hunnen ruger alene i 17-19 dage, hvor den bliver fodret af hannen. Ungerne forlader reden efter 24-30 dage, men fodres stadig. De nyudfløjne unger har en påfaldende kort hale.

### Føde
Husskaden er altædende og lever af alt fra korn, regnorme, affald m.m. samt i yngleperioden æg og yngel af andre småfugle og pattedyr.

## Intelligens
Husskader kan bestå den såkaldte "spejlprøve", hvor man stiller dyret foran et spejl, for at se om det er i stand til at genkende sig selv.
Ud over husskaden har kun delfiner, elefanter, de store menneskeaber og mennesker over 18 måneder bestået spejlprøven. Den har desuden vist sig at besidde episodisk hukommelse og har en evne til at bruge værktøjer, der på nogle punkter overstiger menneskets nærmeste slægtninge, chimpanserne.
Dens høje intelligens er taget som bevis på, at høj intelligens kan udvikle sig hos flere dyregrupper uafhængigt af hinanden, her primater og kragefugle. Begge dyregrupper har et meget stort 'hjerne til krop'-forhold, dvs. en stor hjerne i forhold til resten af kroppen. Noget som forskere generelt ser som et tegn på, hvor meget en dyregruppes fokus er på intelligens.

## Jagt
Der er jagttid på husskaden.

## Eksterne links
- Dansk Ornitologisk Forening – Skader skader?